# Tulpa (tankeform)
Tulpa (tibetanska=སྤྲུལ་པ;wylie=sprul-pa), eller nirmita (sanskrit=निर्मित), men även “tankeform” är ett begrepp inom mystiken och gäller varelser eller föremål som skapas med själsliga eller mentala krafter. Begreppet kommer från tibetanskans ord för "emanering" eller "manifestation". Utövare under senare tid har använt begreppet i betydelsen osynlig vän som de anser vara relativt självständiga och ha ett medvetande. 

## Indisk buddhism
En av de tidiga buddhistiska texterna, Samaññaphala Sutta räknar förmågan att skapa en “kropp av tankeform” (manomāyakāya) som en av “frukterna av ett kontemplativt liv”. Kommenterande texter som Patisambhidamagga och Visuddhimagga menar att sådana tankeformer gjorde det möjligt för Buddha och arahanter att färdas till himmelska riken med sinnet hos en bodhi. Det får också förklara det mirakel av mångfaldigande som Buddha utförde och som beskrivs i Divyavadana, när Buddha mångfaldigar sin kropp så att den fyller himlen. En buddha eller annan upplyst varelse kan projicera många sådana "nirmitas".
Den buddhistiske munken och filosofen Vasubandhu definierade nirmita, i sitt verk Abhidharmakośakārikā, som en siddhi (ungefär “mental och magisk förmåga”) (pali: iddhi, sanskrit: ṛddhi) som utvecklas under samadhi. Hans halvbroder Asanga definierar i Bodhisattvabhūmi nirmāṇa som en magisk illusion och “generellt sett något utan betydelse”.
Madhyamaka-inriktningen ser all verklighet som tom och som en magisk illusion eller nirmita.

## Tibetansk Buddhism
Tulpa är inom tibetansk buddhism och Bon upaya, dvs. en viktig lärdom från buddhor och avancerade bodhisattvor. 
Begreppet “tankeform” användes först av den amerikanske författaren och antropologen Walter Evans-Wentz i översättningen av Den tibetanska dödsboken (1927).
John Myrdhin Reynolds definierade i sin engelska översättning av biografin om den buddhistiske mästaren Garab Dorje tulpa som “en emanation eller manifestation.” Den 14:e Dalai Lama, Tenzin Gyatso sägsdelvis vara en tulpa av Avalokiteshvara (Chenrezig), bodhisattvan som personifierar medkänslan hos alla buddhor. Dalai Lama har själv förklarat att hans efterföljare som Dalai Lama kan visa sig som tulpa medan han själv fortfarande lever.

### Alexandra David-Néel

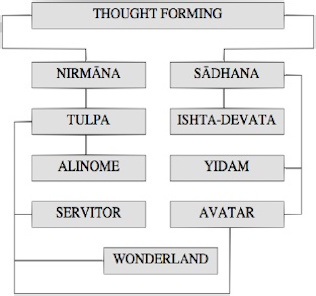
Ett diagram över Graeme C. Nash klassificering av olika typer av tankeform.

Den belgisk-franska äventyraren, författaren och buddhisten Alexandra David-Néel hävdade att hon observerat praktiserandet av tulpas i 1900-talets Tibet. Hon beskrev tulpas som "magiska formationer som skapas genom kraftfull koncentration av tanken." David-Néel skrev att en utvecklad bodhisattva har förmågan att skapa tio olika slag av tankeform. Kraften att skapa magiska formationer, tulkus och tulpas av mindre varaktighet här emellertid inte enbart till bodhisattvas utan kan under vissa förhållanden skapas av vilken människa, gudom eller demonisk varelse som helst. Den enda skillnaden består i graden av kraft, som beror på förmågan till koncentration och sinnets kvalitet.
David-Néel skildrade också tulpans förmåga att utveckla ett eget sinne: "När en tulpa har tillräcklig vitalitet för att kunna interagera med verkliga varelser, tenderar den att frigöra sig från kontrollen hos den som skapat tulpan. Detta sker, menar tibetanska ockultister, på samma nästan automatiska sätt, som när ett barn, föds och lämnar moderlivet.
David-Néel hävdade att hon själv skapat en tulpa som liknade Broder Tuck, den förrymde munken I Robin Hood och att den utvecklade ett självständigt liv och behövde förgöras. Hon menade att hennes upplevelse kunde ha varit illusorisk, att den var en ren hallucination, men att andra personer kunde se den tankeform hon skapat.

## Tankeform

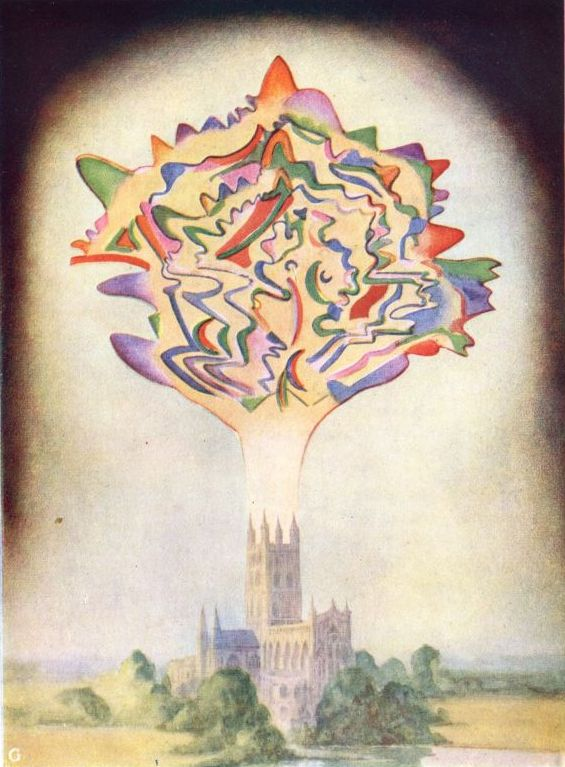
Tankeformen i den franske kompositören Gounods music enligt teosoferna Annie Besant och C.W. Leadbeater I konstverket Thought Forms (1901).

Inom västerländsk esoterism anser visa källor att begreppet "tankeform" (eng. thoughtform) har uppstått som en översättning från den tibetanska föreställningen om "tulpa". Snarlika begrepp finns också inom västerländsk magi.
I  The Human Aura (1912) beskriver den amerikanske ockultisten William Walker Atkinson tankeformer som enkla eteriska föremål som emanerar från auran som omger människor, och som genereras av deras tankar och känslor.